# Łuk (architektura)

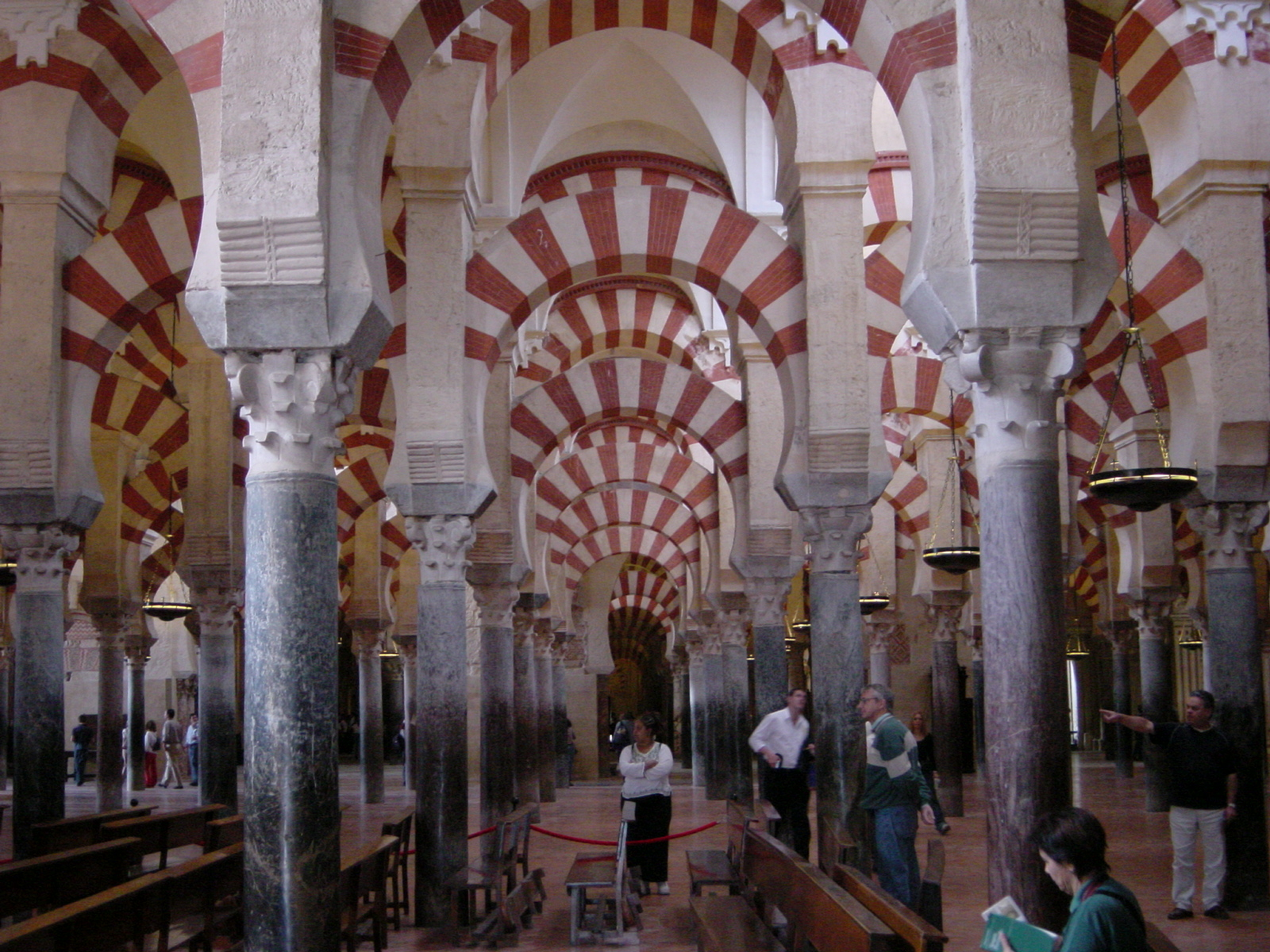
Łuki podkowiaste (Wielki Meczet w Kordobie)

Łuk – linia krzywa, wzdłuż której prowadzony jest łęk. Jeden z najważniejszych elementów architektonicznych, o podstawowym znaczeniu dla kształtowania budowli poszczególnych epok. Umożliwia wykonywanie otworów drzwiowych i okiennych. Znajduje zastosowanie w budowie mostów i stropów tuneli. Jako konstrukcyjny, podparty na końcach, służący głównie do wzmacniania ścian nad otworami, oraz w sklepieniach do przenoszenia na zewnątrz ciężaru własnego jak i dźwiganego (tzw. oporowy). Jako niekonstrukcyjny, służący dekoracji ścian – formowany w tynku lub stiuku.

Schematyczne przedstawienie łuku z zaznaczeniem kierunków działania sił:
1: Zwornik
2: Czoło (tutaj na jednym z tzw. klińców)
3: Grzbiet łuku (tutaj na jednym z tzw. klińców)
4: Opór (nasada wezgłowia) - kamień powyżej jest pierwszym klińcem łuku (nóżka)
5: Podniebienie łuku (podłucze)
6: Wysokość (strzałka) łuku
7: Rozpiętość łuku
8: Pacha (pachwina) - wypełnienie

Kształt i szerokość są tak dobrane, aby w łuku nie występowały siły rozciągające. Łuk obejmuje tzw. linię wsparcia. Siły, które mają być przyłożone w punktach podparcia na jego końcach są nachylone do pionu, to znaczy, że występuje tam zarówno siła działająca poziomo (siła rozciągająca), jak i siła działająca pionowo (siła nacisku).
Łuki nie są samonośne i aż do ukończenia i wymagają podbudowania (rusztowanie), które składa się z krążyn i ich podparcia. 
Tak zwane łuki fałszywe lub łuki wspornikowe składają się z kolejnych przedłużeń prostych belek sięgających dalej w kierunku środka. Można je tworzyć bez podróbek.
Popularnie używa się słowa łuk na określenie łęku lub elementu dekoracyjnego w kształcie łuku.
W architekturze występują łuki o różnych kształtach, mogą być prowadzone jako odcinki koła, elipsy lub paraboli złożone z jednego lub więcej odcinków. Łuk półkolisty (pełny) – zbudowany z połowy koła, ma strzałkę równą połowie rozpiętości łuku. Łuki mogą być podwyższone, czyli o strzałce dłuższej niż połowa rozpiętości łuku lub obniżone – o mniejszej strzałce niż połowa rozpiętości łuku. Kształty łuków spotykane w budownictwie noszą różne nazwy, np.: ostry, podkowiasty, ośli grzbiet, trójlistny, czterolistny lub pięciolistny, Tudora, cebulasty.
Konstrukcje w kształcie łuku znane były w czasach starożytnych (np. brama Isztar w Mezopotamii). Szerszy rozwój konstrukcji opartych na kształcie łuku nastąpił w starożytnym Rzymie, i stosowany był przez średniowiecze do dziś. W okresie starożytnego Rzymu, wczesnego chrześcijaństwa, czasów romańskich największe znaczenie miał łuk pełny; w gotyku wprowadzono łuk ostry, a w czasach nowożytnych powrócono do łuku pełnego, stosowano także łuki odcinkowe i koszowe. W architekturze islamu stosowano najczęściej łuki podkowiaste, trój- i wielolistne.
Łuk określa się na podstawie następujących elementów:
- rozpiętość - odległość punktów nasadowych, czyli miejsca oparcia łuku na murze
- strzałka - największa odległość między prostą łączącą punkty nasadowe, a najwyższym punktem łuku mierzona pionowo

W zależności od tych cech rozróżnia się różne rodzaje łuków.

## Rodzaje łuków

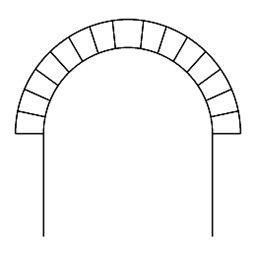
Łuk pełny (półkolisty)
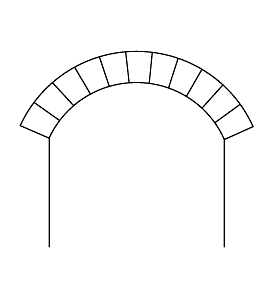
Łuk odcinkowy
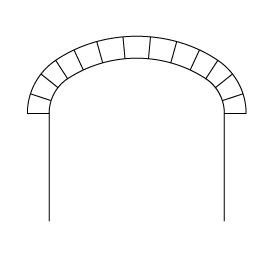
Łuk koszowy
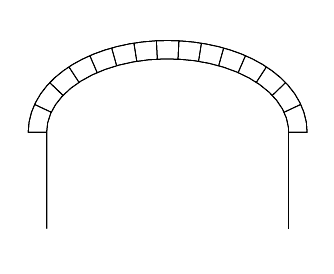
Łuk eliptyczny
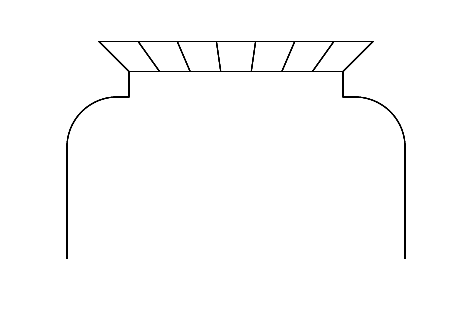
Łuk dwuramienny
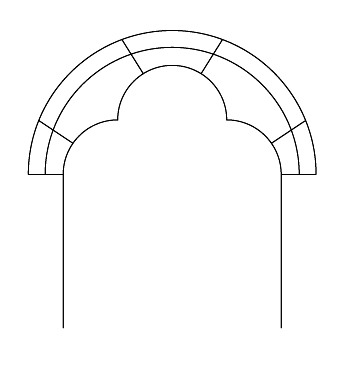
Łuk trójlistny
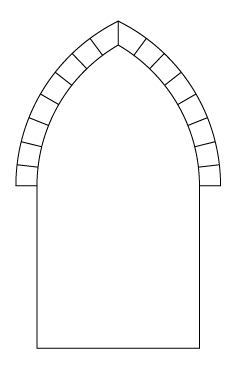
Łuk ostry (ostrołuk)
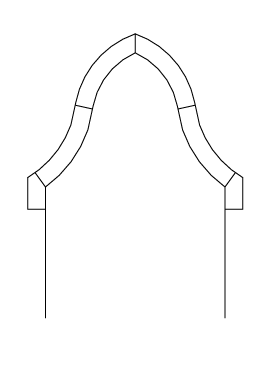
Łuk wklęsło-wypukły ostry
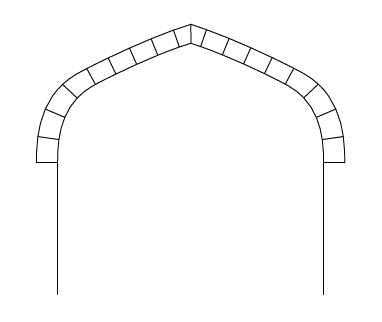
Łuk Tudorów
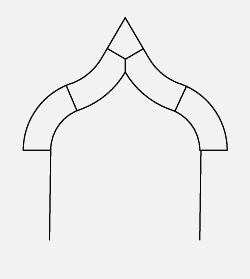
Łuk w ośli grzbiet
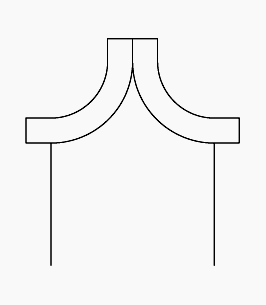
Łuk kotarowy dwudzielny
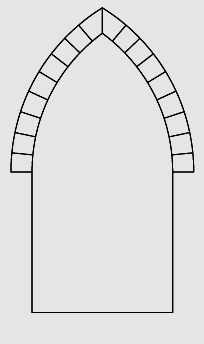
Łuk lancetowy
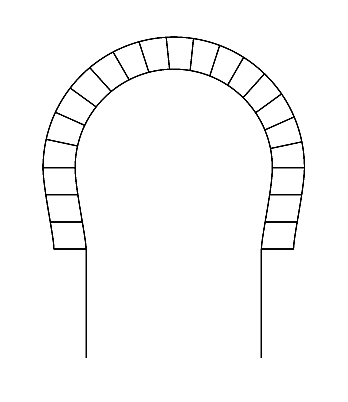
Łuk podkowiasty
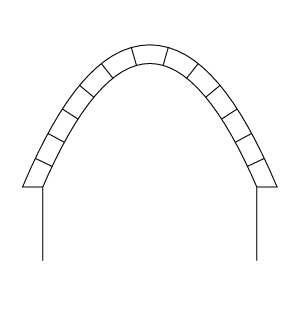
Łuk paraboliczny
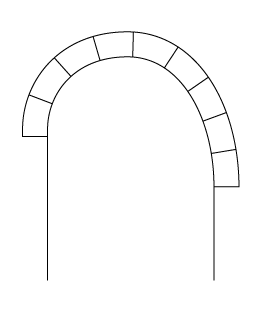
Łuk wspięty